# 견 (성씨)
견은 한국의 성씨이다. 견(甄)씨는 중국식 성씨를 차용한 성씨이고, 견(堅)씨는 고려 개국과 관련이 있다.

## 견(甄)씨

### 황간 견씨/상주 견씨
황간 견씨는 후백제를 세운 견훤(甄萱, 867~938)을 시조로 한다. 상주 견씨의 시조 아자개(阿慈介)의 맏아들로 견훤은 원래 이씨(李氏)였는데 후에 견으로 성을 고쳤다고 한다.

### 전주 견씨
견훤의 후손으로 전한다. 견의 한문 발음은 질그릇 견, 질그릇장인 진 두가지이고, 병음은 전(Zhen)이다.따라서, 본래 진이었다가 견으로 변한 것이 아니라, 李을 두음법칙으로 이로 쓰는 것과 비슷하기 때문에 甄의 발음은 견과 진으로 발음할 수 있다.
견훤의 후손이 지었다는 이제가기(李啼家記)에서 견훤은 신라 진흥왕의 후손이라고 기록했다. 진흥왕의 후손 가운데 원선의 아들이 아자개라고 되어 있고, 삼국유사는 이러한 내용을 수록하였다. 동사강목에서는 진훤 이름 앞 글자의 음이 진(眞)이라고 주장과 함께 고대 한국에서는 甄(견)은 견 보다는 진으로 발음 되었다고 기술하고 있다. 견(甄)은 질그릇 견, 질그릇장인 진 두가지 발음으로 현재에도 사용되고 있다. 병음은 전(Zhen), 진(Jian)인데, 중국에서 Jian로 발음되는 성씨는 Jin으로 발음되는 성씨와 혼용 사례가 있다.
견(甄)씨가 현재 별로 없기 때문에 견훤의 후손이 대부분 견씨을 유지하였는지는 명확하지 않다.

## 견(堅)씨
견(堅, Jian)씨의 시조는 견권(堅權)으로 선조는 전하지 않는다. 본관은 천녕 단본이다.

### 천녕 견씨
견권(堅權)은 고려 개국공신 2등이 되었고, 말갈족을 물리치는 공을 세웠고, 견훤, 박술희를 대동하여 후백제 신검을 공격하여 멸망시겼다.